# Mawjoudin Queer Film Festival
Mawjoudin Queer Film Festival är en årlig filmfestival i Tunisien som fokuserar på HBTQ-frågor. Festivalen började 2018 och är den första filmfestivalen med HBTQ-tema i både Tunisien och Nordafrika. Den organiseras av människorättsorganisationen Mawjoudin (موجودين, arabiska för "vi existerar"). Festivalen vill speciellt visa filmer om HBTQ-identiteter från den globala södern.

## Motivering

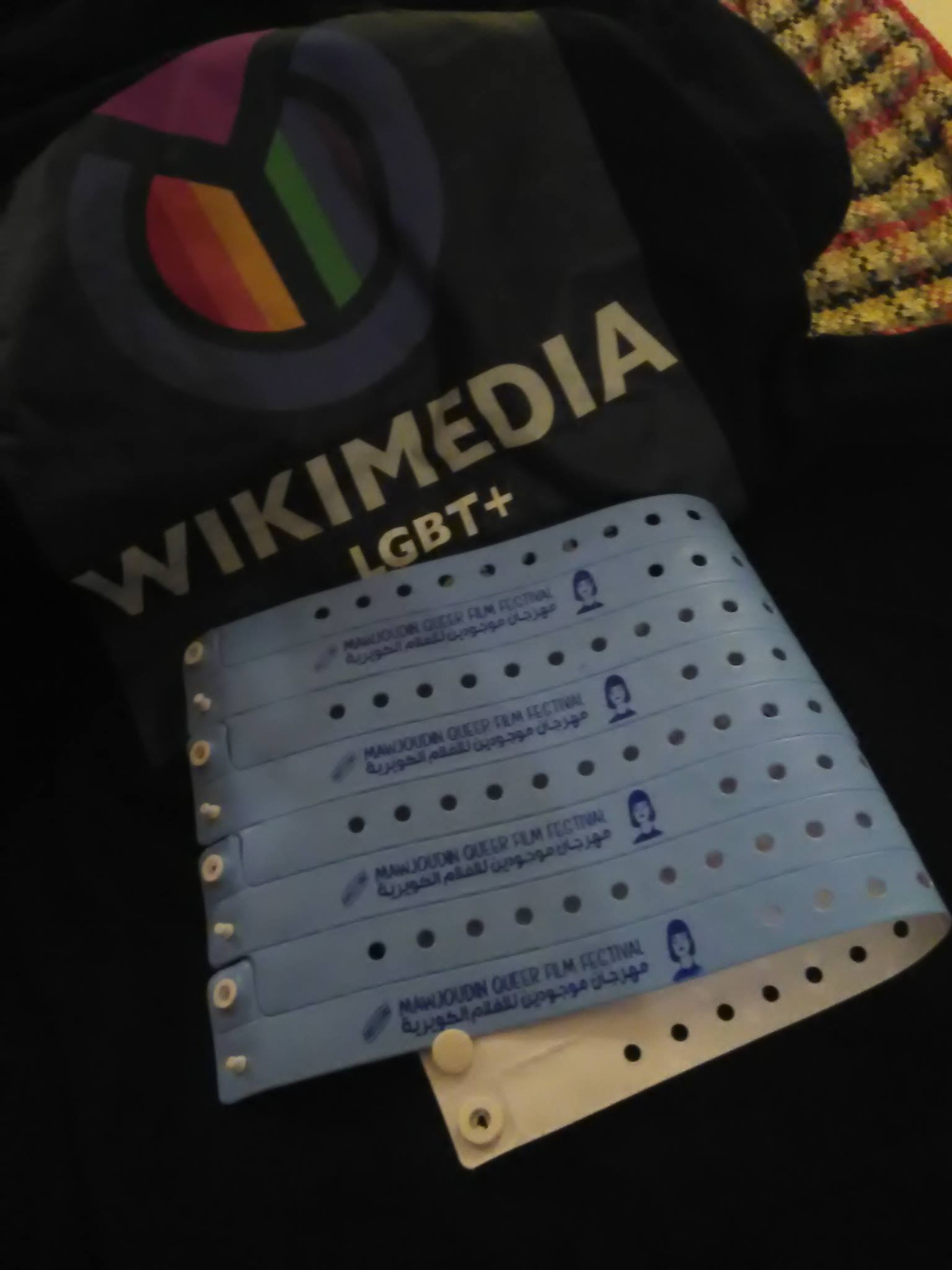
Armband från Mawjoudin Queer Film Festival 2019

Festivalens syfte är att skapa en frizon för queer-människor utan heteronormativitet och homofobi. På grund av säkerhetsskäl är festivalens läge inte en allmän sammankomst; personer som är intresserade av att delta i festivalen måste först meddela detta till organisationen.
Arrangörerna ser festivalen som en form av aktivism: "Vi försöker inte bara slåss i domstolarna utan genom konst och film."

## Historia
Den första festivalen ägde rum i Tunis den 15–18 januari 2018. Den fick stöd från Hirschfeld-Eddy Foundation. Förutom att visa tolv kort- och medellånga filmer, innefattade festivalen konserter, debatter och paneldiskussioner, i form av "Queer as Art" och "Queer as Resistance".
 

Den andra upplagan av festivalen hölls den 22 till den 25 mars 2019 i centrala Tunis.  Totalt visades 31 filmer från olika länder i den globala södern. Det meddelades att det skulle finnas föreställningar, debatter och en teaterverkstad med titeln "Towards a Queer Theatre" på festivalen.

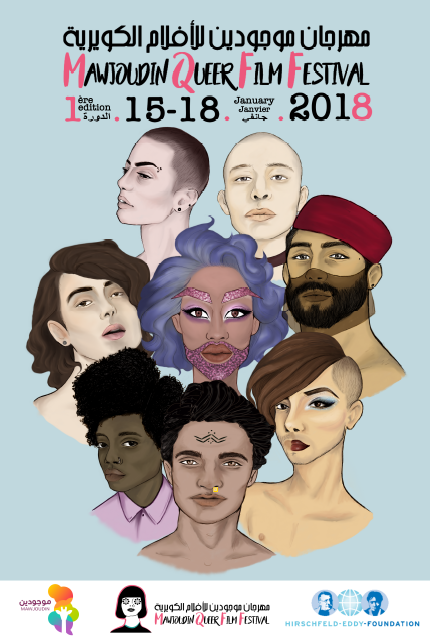
Affisch från festivalen 2018
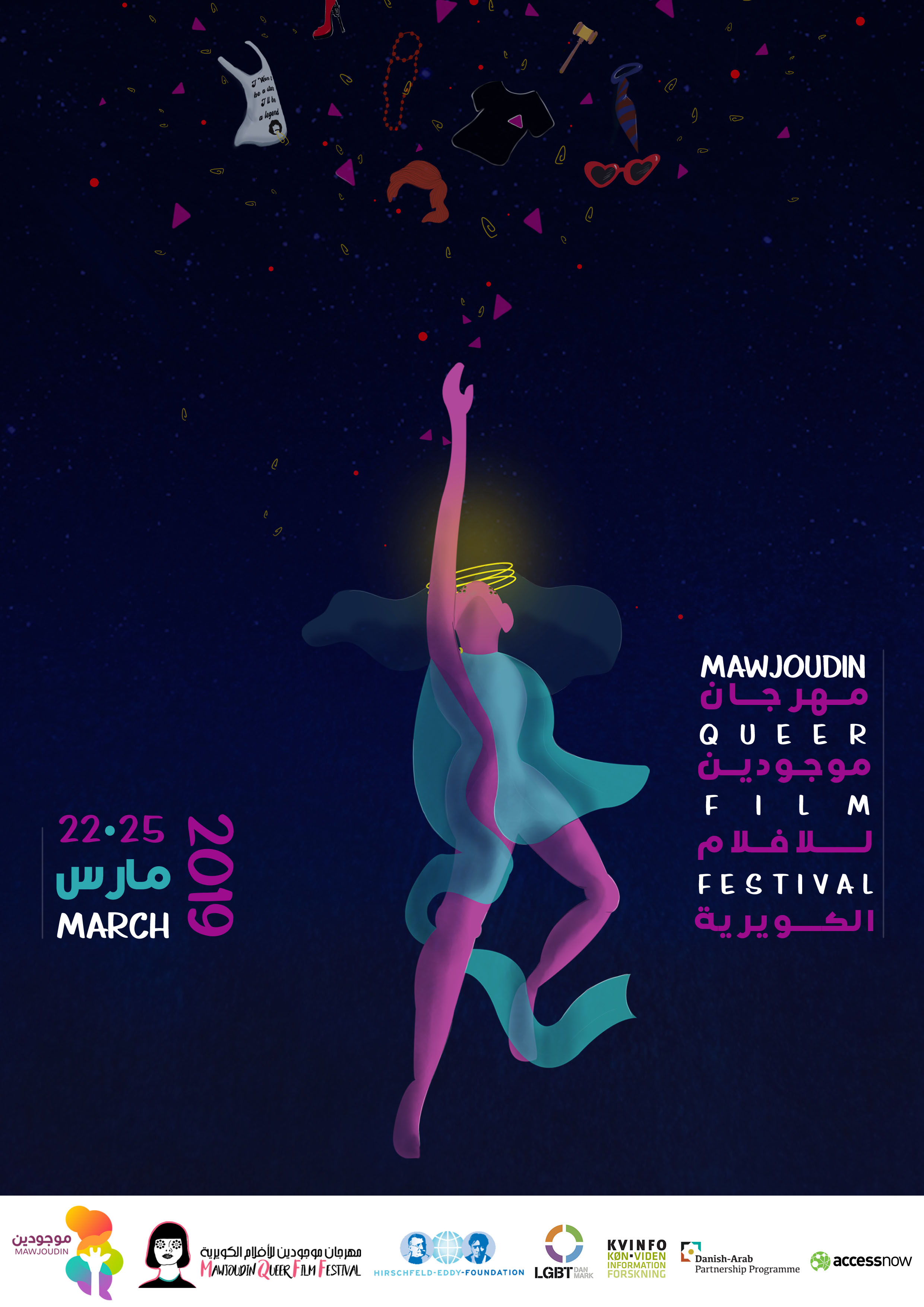
Affisch från festivalen 2019
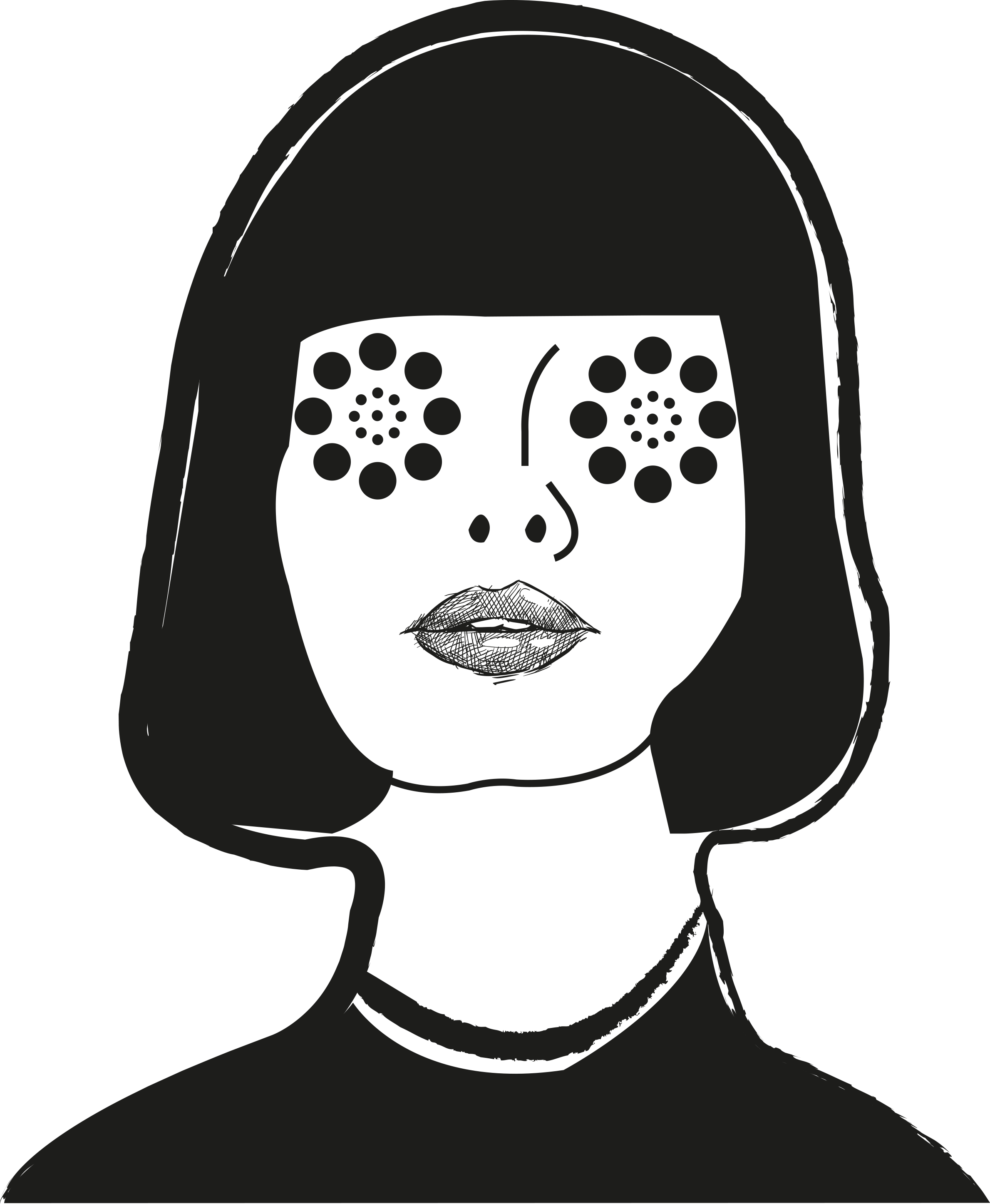
Festivalens logga